# میرزا حبیب اصفهانی
میرزا حبیب اصفهانی ادیب، مترجم و روشنفکر ایرانی بود که با فعالیت در حوزه‌هایی چون دستور زبان، ترجمه و روزنامه‌نگا ازه‌های گوناگون از جمله شعر، ترجمه، ویرایش، فهرست‌نگاری، پژوهش، دستور زبان، روزنامه‌نگاری، و فعالیت‌های سیاسی و فرهنگی نقش‌آفرینی مؤثر داشت. جایگاه برجستهٔ او در تاریخ معاصر ایران، ناشی از پیشگامی در خلق آثار متعدد و متنوع و نیز مشارکت فعالانه در تحولات سیاسی و فکری پیش از انقلاب مشروطه است؛ دورانی که مقارن با سلطنت ناصرالدین شاه و مظفرالدین شاه قاجار بود.
وی ضمن طی مراحل تحصیل در نظام آموزشی مرسوم آن دوره، به تعامل و مراوده با روشنفکران ایرانی در داخل و خارج از کشور پرداخت و از این رهگذر به غنای فکری و گسترش اندیشه‌های نوگرایانه یاری رساند.
میرزا حبیب در سال ۱۲۴۵ هجری شمسی به دلایل سیاسی تبعید شد و به قسطنطنیه (استانبول کنونی)، یکی از مهم‌ترین مراکز فعالیت‌های سیاسی و روشنفکری ایرانیان در امپراتوری عثمانی، مهاجرت کرد. وی در این دوره با همکاری فعال با روزنامهٔ اختر، نقشی مؤثر در تحولات فکری و سیاسی ایران ایفا نمود و در جهت زمینه‌سازی برای انقلاب مشروطه سهم بسزایی داشت.
تأثیرگذاری او به‌ویژه از طریق گزینش هدفمند و هوشمندانهٔ آثار جریان‌ساز برای ترجمه، و نیز نگارش مقالات در نشریهٔ اختر، نمایان می‌شود. این اقدامات در ارتقای سطح آگاهی عمومی، نقد عقب‌ماندگی‌های موجود در جامعهٔ ایرانی در مقایسه با تمدن غرب، و گسترش اندیشه‌های اصلاح‌طلبانه و روشنگرانه نقش کلیدی داشت.

میرزا حبیب، با توجه به آشنایی‌اش با تمدن غرب و تسلطش بر چند زبان و گویش (فارسی، عربی، لری، فرانسوی و ترکی)، و نیز پشتوانه فکری و علمی‌اش، آثار متعددی در دوره تبعید در استانبول از خود برجای گذاشت. این آثار، به دلیل علمی بودن و پیشگامی در نوع خود در ایران، حائز اهمیت‌اند. از این آثار و فعالیت‌ها، به ترتیب اهمیت می‌توان از ارائه دستور زبان فارسی به‌طور مدون و برای اولین‌بار در قالب چندین کتاب درسی و تحقیقی، تحول در نثر فارسی با ترجمه چند کتاب، تصحیح علمی و دقیق آثار گذشتگان ایران برای نخستین بار، اولین فهرست‌نگاری علمی ایران با فهرست کردن کتاب‌های کتابخانه اندرون مسجد ایاصوفیه، نخستین ترجمه‌ها شامل ترجمه اولین نمایشنامه از زبان فرانسوی، اولین ترجمه رُمان به فارسی، اولین محقق ادبی ایران با تصحیح چند اثر و تحقیقات پیرامون دستور زبان فارسی و تذکره خطاتان نام برد.
میرزا حبیب در شعر از تخلص «دَستان» استفاده می‌نمود (که البته تنها در ابتدای شاعری از آن استفاده می‌کرد) این روشنفکر ایرانی در هزل، هجو و طنز تبحر خاصی داشت و سرآمد بود. میرزا حبیب در دو دهه اخیر از سوی افراد محلی «میرزا حبیب بِنی» و «میرزا حبیب دستان بِنی» نامیده شده است، که البته ثبت نام وی به این شکل در متون قاجاری و بعد از آن سابقه ندارد. وی به سبب اقامت طولانی در استانبول، نزد ترک‌ها به «حبیب اِفِندی» و «میرزا حبیب اِفندی» شهرت یافته و در دانشنامه‌های ترک دو مقاله دربارهٔ او تحت دو نام اخیر چاپ شده است. میرزا حبیب اصفهانی سرانجام پس از یک دوره بیماری در (اردیبهشت ۱۲۷۲ شمسی) در بورسه عثمانی از دنیا رفت و در همان‌جا دفن شد.

## دوره پیش از تبعید به استانبول
(۱۲۵۱–۱۲۸۳ ق/ ۱۸۳۵–۱۸۶۶م): مهم‌ترین نکات قابل اشاره در این دورهٔ ۳۲ ساله تحصیلات میرزا حبیب و چگونگی تبعید او به استانبول است. منابع موجود دربارهٔ بخش اول زندگی وی به کوتاهی سخن گفته‌اند و همین اندازه روشن است که او در روستای بِن در چهارمحال، نزدیک شهرکُرد به دنیا آمد. از احوال پدرش نیز آگاهی چندانی در دست نیست، میرزا حبیب مقدمات علوم را در زادگاه خود فراگرفت؛ سپس در اصفهان به تحصیل ادامه داد. گفته می‌شود وی در این زمان ظاهراً برای امرار معاش به کتابت هم مشغول بود؛ چنان‌که نسخه‌ای از کتاب مفتاح الفلاح، به قلم او که در «ثمان و ستین مائتین بعد الف» (۱۲۶۸ق / ۱۸۵۱م)، یعنی در ۱۷سالگی، کتابت کرده، موجود است.
میرزا حبیب در این زمان، ظاهراً به‌سبب ناسازگاری فکری با پدر عازم تهران شد و به تکمیل تحصیلات خود پرداخت و حدود سال ۱۲۷۹ق / ۱۸۶۲م، راهی بغداد شد و ۴ سال در آنجا توقف کرد. در این مدت به فراگیری فقه و اصول، و ادبیات عرب پرداخت. او پس از پایان تحصیلات خود در ۱۲۸۳ق / ۱۸۶۶م به ایران بازگشت و در تهران اقامت گزید.
میرزا حبیب اصفهانی پس از بازگشت به تهران، با روشنفکران و به‌ویژه با میرزا ملکم‌خان ناظم‌الدوله حشر و نشر داشته است و برای همین به لامذهبی، دهری‌گری و بی‌دینی و بابی‌گری متهم شد. این نکته آشکار است، که میرزا حبیب در سلک دگراندیشان زمان خود بود و حکومت وقت دیدگاه‌های انتقادی آنان را می‌شناخت و فعالیت‌هایشان را زیرنظر داشت. کتابچه‌ای در مذمت میرزا محمدخان سپهسالار صدراعظم مخفیانه نشر دادند که وی را در آن سخت هجو کرده بودند. میرزا حبیب به اتهام نوشتن این کتابچه تحت تعقیب قرار گرفت و در ۱۲۸۳ از ایران گریخت.
سنجابی بدون مدرکی مشخص، مدعی است که میرزا حبیب در بغداد با محافل بابی در ارتباط بوده است.اقامت میرزا حبیب در تهران دیری نپایید و او مجبور به ترک ایران و تبعید خودخواسته در استانبول شد. رئیس‌نیا علت این امر را دستگیری روشنفکران ایرانی «در جریان برچیدن بساط فراموش‌خانه» می‌داند این نظر نمی‌تواند درست باشد، زیرا حادثهٔ مذکور ۵ سال پیش از تبعید میرزا حبیب به استانبول، یعنی در ۱۲۷۸ق/ ۱۸۶۱م روی‌داده بود. برای تبعید او دو علت عمده برشمرده‌اند. خان ملک می‌گوید: «به تهمت اینکه در حق سپهسالار محمد خان صدراعظم هجو ساخته، قصد گرفتن و اذیت وی کردند. در سنهٔ هزار و دویست و هشتاد و سه به ممالک روم گریخت و در دارالسعادهٔ استانبول به دولت عثمانی التجاء برد». اینال هم به نقل از دست‌نوشتهٔ میرزا حبیب می‌گوید که پس از هجو صدراعظم مجبور به ترک ایران شد. پیرزاده در این باب چنین اظهارنظر می‌کند: «در زمان ریاست میرزا محمد خان سپهسالار، چند نفر را به بدنامیِ دهری‌بودن از تهران نفی نمودند؛ از آن جمله میرزا حبیب نیز از آن بدنامی از تهران فرار نموده، کم‌کم خود را به اسلامبول رسانیده …».
زندگی بعدی میرزا حبیب در دوران تبعید، به‌ویژه ارتباط نزدیک او با سفارت ایران در استانبول نشان داد، سخن کسانی که سبب تبعید میرزا حبیب را هجو صدراعظم ذکر کرده‌اند، درست‌تر به نظر می‌رسد، زیرا، اولاً برای حکومت ناصرالدین شاه، هجو صدراعظم پذیرفته‌تر از اتهام دهری‌بودن به یک شخص به حساب می‌آمد؛ آن هم صدراعظمی که خودش اندکی پس از تبعید میرزا حبیب، یعنی در ۱۲۸۸ق، از طرف علمای تهران مانند ملاعلی کنی و سید صالح عرب، «ملحد و بی‌دین» نامیده شد، و از کار برکنار شد،ثانیاً میرزا حبیب از روحیه‌ای طنزپردازی برخوردار بود و به تعبیر پیرزاده، زبانش «میل به الفاظ هرزه و لغویات» داشت. ثالثاً اتهام «دهری بودن»، به معنای تقابل عقیدتی با حکومت قاجار و شخص ناصرالدین شاه به‌شمار می‌رفت. اگر این سخن درست می‌بود، میرزا حبیب هیچ‌گاه نمی‌توانست در استانبول همنشین ۳ سفیر ایران، یعنی نمایندگان سیاسی حکومت قاجار شود، در تمامی مجامع و مناسبت‌هایی که سفارت برپا می‌ساخت، شرکت کند، اشعاری در مدح ناصرالدین شاه و همچنین سفیران ایران بسراید، و سرانجام آنکه از طرف دولت ایران، نشان شیر و خورشید هم دریافت دارد (نک: ادامهٔ مقاله).

## دورهٔ پس از تبعید به استانبول
(۱۲۸۳–۱۳۱۰ ق/ ۱۸۶۶–۱۸۹۲ م): زمانی که میرزا حبیب راهی استانبول شد، این شهر به دلایلی همچون قرارگرفتن بر سر راه اروپا و آسیا، وجود اقلیت‌های یونانی و ارمنی، آمدوشد بسیاری از سیاحان اروپایی به آنجا، و داشتن ارتباط گسترده با بسیاری از بندرهای اروپایی مدیترانه، کانونی برای تجمع همهٔ مسلمانان ازجمله ایرانیان نواندیشِ گریخته از وطن که خواهان آشنایی با تمدن جدید غربی بودند، بود. افزون بر آن، او نیز دلایل خاص خود را برای تجمع در استانبول داشت. ازجمله اینکه ضمن نزدیک بودن به کشور خود از آزار دولت قاجاری هم درامان می‌بودند. مرکز عمدهٔ ایرانیان در استانبول، در محلی به نام «خان والده» بود. شمار ایرانیانی را که در آن زمان در آنجا اقامت گزیده بودند، تا ۰۰۰‘۱۴ تن تخمین زده‌اند. این افراد از لحاظ فرهنگی، طبقاتی و شغلی طیف وسیعی را تشکیل می‌دادند.
در چنین شرایطی، میرزا حبیب وارد استانبول شد. گفته می‌شود او در حالی که جراحاتی بر پیکر داشت، همراه با پسرعمویش نصرالدین (ناصرالدین) شاهین وارد خاک عثمانی شد. او پس از ورود، تابعیت دولت عثمانی را پذیرفت و «صاحب مواجب و مرسوم» شد. اینال به نقل از پسر میرزاحبیب، چگونگیِ پذیرش تابعیت او را بدین‌گونه آورده است که سپهسالار توسط سفیر ایران، یعنی مشیرالدوله میرزا حسین خان قزوینی، مبلغ ۱۰۰ لیره برای کشتن میرزا حبیب تعیین کرده بود، اما میرزاحبیب با اخذ تابعیت عثمانی که با وساطت سفارت انگلیس صورت گرفت، از این خطر رهایی یافت و تحت حمایت صدراعظم علی‌پاشا قرار گرفت.
سفیرانی که در این دوره به نمایندگی از ایران در استانبول به سر می‌بردند، به ترتیب عبارت بودند از: میرزا حسین خان قزوینی، مشیرالدوله (۱۲۷۵–۱۲۸۷ق / ۱۸۵۸–۱۸۷۰م)، حسنعلی خان گروسی، امیرنظام (۱۲۸۸–۱۲۹۰ق / ۱۸۷۱–۱۸۷۳م)، محسن خان معین‌الملک، مشیرالدوله (۱۲۹۰–۱۳۰۸ق / ۱۸۷۳–۱۸۹۰م)، و میرزا اسدالله خان ناظم‌الدوله (۱۳۰۸–۱۳۱۲ق / ۱۸۹۰–۱۸۹۴م). در این دوره و در شرایطی که سفارت ایران در استانبول و شخص سفیر، تقریباً بر تمامی امور اجتماعی و فرهنگی محافل ایرانی، اِشراف و حتی نفوذ داشت. برای نواندیشِ محافظه‌کاری مانند میرزا حبیب که ادامهٔ حیاتِ فرهنگی و اجتماعی‌اش وابستگی تام به حضور فعال او در مجامع ایرانی داشت، بسیار مهم می‌نمود که رابطه‌ای حسنه با نمایندگان سیاسی ایران، به‌ویژه سفیر وقت داشته‌باشد. اما میرزا حبیب، به دلایلی که بدانها اشاره‌شد، مجبور بود خود را از سفارت و از شخص سفیر، میرزا حسین خان قزوینی (مشیرالدوله) که ۴ سال بعد (۱۲۸۷ق) مأموریتش پایان می‌پذیرفت، دور نگه‌دارد. با وجود این او یک بار برای ایجاد ارتباط با وی اقدام‌کرد، ولی ظاهراً با بی‌التفاتی سفیر روبه‌رو شد. به سبب همین بی‌مهری سفیر بود که در ۴–۵ سال نخست ورود میرزا حبیب به استانبول، حضور وی در هیچ‌یک از محافل اجتماعی و فرهنگی ایرانیان ثبت نشده و هیچ گونه فعالیتی در ارتباط با مجامع ایرانی، از طرف وی در منابع انعکاس نیافته است.
در ۱۲۸۸ق، با رفتن مشیرالدوله، سفیر جدید ایران، امیرنظام حسنعلی خان گروسی، وارد استانبول شد، و این امر سبب شد تا میرزا حبیب بار دیگر خود را به سفارت ایران نزدیک‌کند. وی ظاهراً به مقصود خویش دست یافت، زیرا یک سال بعد، اولین حرکت فرهنگی و اجتماعی خود را پس از تبعید، به منصهٔ ظهور درآورد و آن چاپ نخستین اثرش یعنی دستور سخن در ۱۲۸۹ق در استانبول، آن هم به تشویق امیرنظام حسنعلی خان گروسی بود.
در ۱۲۹۰ ق / ۱۸۷۳ م، معین‌الملک به عنوان سفیر جدید ایران وارد استانبول شد و مدت ۱۷ سال در این شهر ماند. او افزون بر سفارت، مدت ۱۲ سال نیز مسئول «گراند متر لژ فراماسونری گراند اوریانت» در این شهر بود. درمقایسه با دیگر سفیران ایران، میرزا حبیب ارتباط نزدیک‌تری با معین‌الملک برقرار ساخت، تا جایی که تقریباً به هر مناسبتی، مانند عید نوروز، یا جشن تولد ناصرالدین شاه، در سفارت حاضر می‌شد و به قرائت سروده‌های خود، از جمله مدایحی در ستایش شاه و سفیر (معین‌الملک) می‌پرداخت. چنین بود که میرزا حبیب در محافل ایرانیان بیشتر دیده‌شد و نامش به مدت ۲۰ سال (۱۲۹۰–۱۳۱۰ ق / ۱۸۷۳–۱۸۹۲ م)، بر سرِ زبانها افتاد. ارتباط میرزا حبیب با سفارت ایران تا آنجا بالا گرفت که در ۱۳۰۴ ق / ۱۸۸۷ م، به دریافت نشان درجه چهارم شیروخورشید از طرف دولت ایران نائل‌شد. با پایان مأموریت معین‌الملک در استانبول (۱۳۰۸ق) و آمدن میرزا اسدالله خان ناظم‌الدوله، ارتباط میرزا حبیب با سفارت ایران همچنان ادامه‌یافت و اشعاری نیز در مدح سفیر جدید سرود.
میرزا حبیب به واسطهٔ فعالیت در وزارت معارف دولت عثمانی، از اعتبار بالایی در استانبول برخوردار بود. او همچنین در میان ایرانیان مقیم استانبول، شخصیتی محترم و پرطرفدار محسوب می‌شد و از جایگاه ویژه‌ای نزد آنان برخوردار بود. این جایگاه و فعالیت‌ها، موجب شده بود که میرزا حبیب زندگی آرام و مرفهّی داشته باشد، به طوری که می‌توان او را از ثروتمندان استانبول به‌شمار آورد.
دوران اقامت میرزا حبیب در استانبول، مصادف با تحول و تجدد در ادبیات و نفوذ علوم غربی در عثمانی بود و طرف‌داران تجدد ادبی و علمی، در کار گشایش انجمن‌ها و انتشار مجلات ادبی، سیاسی و علمی می‌کوشیدند. آثار بزرگان ادبیات اروپایی، مانند مولیر، روسو، هوگو، و جز آنان نیز به‌طور گسترده ترجمه و چاپ می‌شد. مدارس جدید هم یکی پس از دیگری با گرایش به تدریس علوم جدید و زبان فرانسه افتتاح‌می‌گردید. میرزا حبیب نیز با این حرکت تحول‌خواهانه، که می‌توان آن را قافلهٔ تجدد ادبی و علمی نامید، همسو شد. او فعالیت‌های خود، از جمله یادگیری زبان‌های جدید، مراوده با نواندیشان ایرانی، عضویت در انجمن‌های علمی، همکاری با نشریات، تدریس در مدارس جدید و تألیف و تصنیف را به گونه‌ای تنظیم کرد که هم‌جهت با نوجویان، نوخواهان ادبی و نواندیشان باشد. فعالیت‌های میرزا حبیب در این دوره، که همسو با جریان نوخواهی مردم عثمانی بود، شامل موارد زیر است:

### یادگیری زبان
میرزا حبیب در آغاز ورود به استانبول، به یادگیری زبانهای ترکی عثمانی و فرانسه اقدام کرد. و درکوتاه‌مدت توانست به ظرایف و دقایق آنها پی ببرد. او با اتکا به این دو زبان و نیز زبان عربی که پیش‌تر در بغداد آموخته‌بود، به امور فرهنگیِ مختلفی روی آورد و خود را تا هنگام مرگ، با آنها مشغول داشت (نک: ادامهٔ مقاله).

### عضویت در محافل و مجامع فرهنگی
از مهم‌ترین این مجامع «انجمن معارف» در استانبول بود که به نام‌های دیگری، از جمله «انجمن تفتیش و معاینهٔ وزارت جلیلهٔ معارف» نیز خوانده می‌شد. دربارهٔ وظایف میرزا حبیب در این انجمن سخنی گفته نشده است، لیکن ظاهراً کاری برعهده داشته که مدتی «به واسطهٔ سعایت دشمنان از آن خدمت معزول گردید، ولی پس از یک سال و نیم، باز مورد التفات سلطانی شده، بر سر خدمت پیشینه رفت». دربارهٔ تاریخ پیوستن او به این انجمن، تنها اینال به نقل از پسر میرزا حبیب گفته که وی پس از واقعهٔ علی سُعاوی در ۱۲۹۵ ق / ۱۸۷۸ م، به این انجمن پیوسته است. برای آگاهی دربارهٔ این واقعه، معروف به «حادثهٔ قصر چراغان»، گفتنی است که روزنامهٔ اختر تنها از سال دوازدهم خود (۱۳۰۳ق / ۱۸۸۶م) تازمان درج اطلاعیهٔ مرگ میرزاحبیب (۷ ذیقعدهٔ ۱۳۱۰ق / ۲۳ مهٔ ۱۸۹۳م)، از وی با عنوان عضو انجمن مذکور یادکرده است.

### مراوده با نواندیشان ایرانی
میرزا حبیب در طول اقامت ۲۷ سالهٔ خود در استانبول، افزون بر مأموران رسمی ایران، با طیف متنوعی، مشتمل بر نواندیشان ایرانی یا حتی مخالفان فکری و سیاسی حکومت قاجار مجالست داشت، ازجمله: آقاخان کرمانی، احمد روحی کرمانی، حسین خان دانش، میرزاحسین شریف کاشانی، زین‌العابدین مراغه‌ای، عبدالرحیم طالبوف، فتحعلی آخوندزاده، میرزا طاهر تبریزی، سید محمد توفیق همدانی، و فیضی افندی تبریزی که حول ۳ محور یعنی سید جمال‌الدین اسدآبادی، روزنامهٔ اختر، و مدرسهٔ ایرانیان گرد آمده بودند. از میان این افراد، آقاخان کرمانی ارتباط نزدیک‌تری با میرزا حبیب داشت، تاجایی که به گفتهٔ افضل‌الملک (ص «ح») و دولت‌آبادی او حدود دو سال در منزل میرزا حبیب اقامت گزیده بود.
آدمیت و افشار هر یک می‌نویسند که آقاخان و میرزا حبیب در استانبول از راه «رونویس کردن کتاب‌های خطی» و کتابت نسخه‌های گوناگون، امرار معاش می‌کرده‌اند؛ و دانش هم در این باره می‌گوید: میرزا حبیب «بعضی از دیوانهای شعرای معروف را به [آقاخان] نویساند که آن نسخه‌ها امروز عیناً به خط خود میرزا آقاخان درکتابخانه‌های اسلامبول موجود است». به‌نظر می‌رسد، استنساخ نسخه‌های خطی در مقابل دستمزد، اولاً کار مشترک این دو بوده است و ثانیاً در مدتی اتفاق افتاده که آقاخان در منزل میرزا حبیب اقامت داشته است، زیرا آثار بسیاری به کتابت میرزا حبیب و آقاخان در کتابخانهٔ دانشگاه استانبول موجود است که بیشتر آنها سال کتابت یکسان، یعنی ۱۳۰۸ق دارند.
وجود نسخه‌های خطی مشترک با تاریخ کتابت ۱۳۰۸ قمری، می‌تواند مؤید این فرضیه باشد که آقاخان در این سال یا سالی دیگر، در منزل میرزا حبیب حضور داشته است. لازم است ذکر شود که در سال ۱۳۰۸ قمری، معین‌الملک، بزرگ‌ترین حامی میرزا حبیب، استانبول را ترک کرده بود. میرزا حبیب به ناچار برای تأمین معاش خود به جستجوی راه‌های جدید پرداخت. این ضرورت، او را به آقاخان که او نیز در تنگدستی به سر می‌برد، نزدیک‌تر کرد.

### همکاری باروزنامهٔ اختر
روزنامهٔ اختر، نخستین شمارهٔ خود را در تاریخ ۱۶ ذیحجهٔ ۱۲۹۲ قمری، برابر با ۱۳ ژانویهٔ ۱۸۷۶ میلادی، در استانبول منتشر کرد. مدیریت این روزنامه بر عهدهٔ آقامحمدطاهر قراچه‌داغی تبریزی (درگذشتهٔ ۱۳۲۵ قمری/۱۹۰۷ میلادی) بود، میرزا مهدی خان تبریزی (درگذشتهٔ ۱۳۲۵ قمری) سردبیری آن را بر عهده داشت، و میرزا محسن خان معین‌الملک، سفیر ایران، از آن حمایت می‌کرد. روزنامهٔ اختر به دلیل نظم و استمرار در انتشار، به مدت ۲۳ سال، از مهم‌ترین روزنامه‌های فارسی‌زبان خارج از کشور به‌شمار می‌رفت. از همکاران برجستهٔ این روزنامه می‌توان به میرزا نجفقلی خان تبریزی، آقاخان کرمانی، احمد روحی کرمانی، میرزا یوسف خان مستشارالدوله، و میرزا حبیب اصفهانی اشاره کرد (پروین، ۳۲۷، ۳۲۹، ۳۳۰). میرزا حبیب اصفهانی به مدت ۱۸ سال در انتشار این روزنامه مشارکت داشت.
یک درج سروده‌های او
دو چاپ ترجمهٔ کتاب غرائب عواید ملل در بیش از ۵۰ شماره
سه آگهی چاپ آثار میرزا حبیب، مانند تصحیح دیوان اطعمه، دیوان البسه، و غرائب عواید ملل
چهار درج مقاله‌ای تحت عنوان «تحقیقِ ]تحقیقات[ زبان فارسی»
پنج اخبار مربوط به او، مانند خبر دریافت نشان شیر و خورشید و اطلاعیهٔ مرگ وی
ناگفته نماند که مقاله‌های بدون امضا در اختر کم نیست و چه بسا برخی از این مقالات از آن میرزا حبیب باشد. باید گفت که گردانندگان اختر، از مجموع آثار یادشده، تنها به دریافت یکی از سروده‌های وی و مقالهٔ «تحقیق [تحقیقات]زبان فارسی» از خود میرزا حبیب تصریح کرده‌اند و متذکر نشده‌اند که بقیهٔ آثار را هم از خود میرزا حبیب یا از مجاری دیگری دریافت کرده‌اند.

### تدریس در مدرسهٔ ایرانیان
میرزا حبیب لقب خود را «معلم المکاتب» نامیده بود. این لقب می‌رساند که وی در مدارس گوناگون تدریس می‌کرده است. از میان این مدارس، تنها نام دو مرکز بر ما روشن است. اول، مدرسهٔ سلطانی، که او در آغاز ورود خود به استانبول، با حمایت صدراعظم، علی پاشا و احمد افندی، در آن به تدریس زبان فارسی و عربی پرداخت. دوم، مدرسهٔ ایرانیان، که ۱۷ سال پس از ورود میرزا حبیب به استانبول (۱۲۹۹ق / ۱۸۸۱م) به عنوان نخستین مدرسهٔ ایرانیان، و به همت شخصی به نام آقا میرزا علی در مسجدِ محلهٔ «خان والده» با ۹ دانش‌آموز آغاز به کار کرد. ۳ سال بعد (۱۳۰۲ق / ۱۸۸۴م)، محسن معین‌الملک (مشیرالدوله)، سفیر ایران، با استفاده از اعانه‌ای که از یک کنسرت موسیقی به دست آورده بود، مدرسهٔ ایرانیان را رسماً در محلهٔ «غدیرگاه» راه‌اندازی کرد. بسیاری از روشنفکران و تحصیل‌کردگان ایرانیِ مقیم استانبول ازجمله میرزا حبیب اصفهانی، آقاخان کرمانی، و در سال‌های بعد، محمدعلی تربیت، سید حسن تقی‌زاده، و ابوالقاسم لاهوتی، جذب این مدرسه شدند. این مدرسه به «معلم‌خانهٔ ایرانیان» اشتهار داشت که دانش‌آموزان ایرانی را تربیت می‌کرد شاید یکی از دلایل برپایی این مدرسه در این زمان، مرگ تدریجی ایران‌دوستان در بافت سیاسی عثمانی در سال‌های پایانی سفارت میرزا حسین خان مشیرالدوله و سال‌های آغازین سفارت حسنعلی خان گروسی بود که نتیجهٔ آن روی کارآمدن «ترک‌های جوان» بود که با ایرانی و ایرانیت روی خوشی نداشتند و احتمالاً ایرانی‌های استانبول برای آنکه فرزندانشان «تحت تأثیر کتب تبلیغاتی عثمانیان، از ایرانیت دلسرد و از ایران بیزار» نگردند، به ایجاد این مدرسه اقدام کردند.
حبیب اصفهانی از نخستین کسانی بود که به معلمی این مدرسه برگزیده شد و سبب آن «تعصب و غیرت [میرزا حبیب] در وطن‌دوستی و ایرانی بودن» او، برخورداری از تجربهٔ تدریس فارسی و عربی در مدرسهٔ سلطانی نیز تسلط وی بر زبان‌های فارسی، عربی و ترکی ایرانی می‌تواند باشد. ۳ سال پس از آغاز به کار میرزا حبیب در مدرسهٔ ایرانیان (۱۳۰۳ ق/ ۱۸۸۵ م) آقاخان کرمانی هم که به تازگی وارد استانبول شده بود، احتمالاً به پایمردی میرزا حبیب، به این مدرسه پیوست. میرزا حبیب در این مدرسه «غالب اوقات خود را صرف تعلیم لسان فارسی و ترتیب قواعد برای زبان مزبور» می‌کرد. به نظر می‌رسد او تا پایان عمر خود (۱۳۱۰ق) یعنی ۱۰ سالِ نخست حیات مدرسهٔ ایرانیان، با این نهاد همکاری مستمر داشته است؛ با وجود این، روزنامهٔ اختر اشاره‌ای مستقیم به مسئولیت او در این مدرسه نکرده است. این روزنامه هرگاه می‌خواست از شغل میرزاحبیب در استانبول یاد کند، او را عضو انجمن تفتیش وزارت معارف معرفی می‌کرد.

### ۶. تألیف
میرزا حبیب، طی ۲۷ سال اقامت در استانبول، آثار متنوعی در زمینه‌های تصنیف، تحقیق، تألیف، تصحیح متون، ترجمه و گزینش اشعار خلق کرد که شهرت او را رقم زد. او در بسیاری از این آثار، نوآور و پیشگام بود و تأثیری عمیق بر آیندگان گذاشت. در تصنیف و سرودن شعر، میرزا حبیب با به‌کارگیری ظرایف و طرایف ادبی، نکات ظریف و دلپسند، و ملاحت الفاظ، به طنز و مطایبه‌ای دست یافت که به باور براون، حتی از عبید زاکانی نیز پیشی گرفت.
وی در تحقیق و تألیف، دست به خلق آثاری زد که از لحاظ موضوعی درشمار «اولین» ها قرار گرفت و پیشگام در استفاده از روشهای جدید در تحقیقات ادبی محسوب‌گردید.
او سال‌ها پیش از علامه قزوینی، هرچند به شکلی ساده‌تر، به تصحیح متون فارسی پرداخت و بدین ترتیب، به عنوان پیشگام تصحیح متون در تاریخ فرهنگ ایران شناخته شد. علاوه بر این، توانمندی خود را در ترجمه نیز به نمایش گذاشت و با تسلط بر زبان‌های فرانسه، ترکی و عربی، آثار متعددی را ترجمه کرد. او با بهره‌گیری از روشی دقیق، ذوق هنری، آگاهی از اوضاع اجتماعی-سیاسی، تسلط بر اصطلاحات و ضرب‌المثل‌ها، و نیز چاشنی طنز، جایگاه ویژه‌ای در عرصه ترجمه فارسی به دست آورد.

## آثار

### الف. اشعار
شامل سروده‌های او به فارسی و ترکی. تخلص او «دستان» بود، ولی به تصریح خان‌ملک هیچ‌گاه از این تخلص استفاده نکرد. سروده‌های او در قالب قصیده، غزل، قطعه، مثنوی و مفردات است. قصاید میرزا حبیب بیشتر در منقبت رسول، مدح ناصرالدین شاه، محسن معین‌الملک، و میرزا اسدالله خان ناظم‌الدوله، نیز تهنیت نوروز و عید غدیر است.
غزلیات وی حجم عمده‌ای از سروده‌هایش را تشکیل می‌دهد، که ازجملهٔ آنها ۵۰ غزل است که مانند عبید زاکانی و بسحق اطعمه ابیاتی از حافظ را در آنها تضمین کرده است.
میرزا حبیب قطعه شعری هم در ۱۲ بند به نام «خوان سپاس» دارد که در ۱۳۰۷ ق / ۱۸۸۹ م، «به مناسبت مجلس مهمانی هشتمین کنگرهٔ مستشرقین سروده» است. این قطعه همان زمان با ترجمهٔ فرانسوی‌اش به چاپ رسید. احتمال دارد این قطعه شعر را معین‌الملک که در این کنفرانس شرکت داشت. به آنجا برده باشد. گرکانی می‌گوید: این شعر «وزنی سیلابیک (هجایی) [دارد] و از نظر عروضی مطابق با یکی از فروع بحر قریب یعنی اخرب مکفوف مقصور است».
تقریباً تمامی حجم مثنویات میرزا حبیب را هزلیات تشکیل می‌دهد. این هزلیات عناوین متنوعی دارند، ازجمله، «راز بستر»، «چهارگاه … مهستی»، «نوای بوسه»، «قصیدهٔ ماستی» و «... نامه». از میان این مثنویات، «چهارگاه … مهستی» و «... نامه»، هرکدام به شکل مستقل، یک بار در استانبول و سپس به کوشش کوهی کرمانی در تهران، و یک بار دیگر هم، همراه باهزلیات صادق ملارجب، خاکشیر اصفهانی، و فوقی یزدی، در مجموعه‌ای تحت عنوان سرور عیش و کامرانی، به کوشش جعفر موسوی منتشر شده است.
مفردات میرزا حبیب مطایباتی است که به‌طور پراکنده سروده است.
به نظرمی‌رسد، آنچه بدانها اشاره شد، تمامی تصانیف میرزا حبیب نباشد، زیرا در کتابخانهٔ دانشگاه استانبول دو نسخهٔ خطی تحت عنوانهای «مجموعهٔ اشعار و ضروب امثال» و «مجموعهٔ اشعار و فواید»، به ترتیب در ۱۴۹ و ۱۸۱ برگ، به زبانهای فارسی و ترکی از حبیب اصفهانی نگهداری می‌شود. حجم این سروده‌ها تأییدی برنظر یادشده است. نسخه‌ای عکسی از این آثار توسط مجتبی مینوی تهیه شده که در فهرست کتابخانهٔ وی به نام «مجموعة النفائس» ثبت شده است.

### ب. تألیفات
مشتمل بر ۱۱ اثر در ۳ موضوع زبان فارسی، خوشنویسی، و فهرست‌نگاری است. میرزا حبیب در حوزهٔ زبان فارسی ۹ اثر دارد که به ترتیب سال‌های چاپ در استانبول، چنین است: ۱. دستور سخن (ه م)، ۱۲۸۹ ق / ۱۸۷۲ م. ۲. دستورجهٔ (دستورچهٔ) فارسی، ۱۲۹۳ ق / ۱۸۷۶ م و ۱۳۰۳ ق / ۱۸۸۵ م، در ۸۲ صفحه؛ این اثر به زبان ترکی، و ظاهراً توسط «جمعیت تدریسیهٔ اسلامیه» منتشر شده است. دستور سخن برای تدریس در «دارالشفقه» دارالتربیه‌های اسلامی استانبول تألیف شده بود. ۳. برگ سبز، ۱۳۰۴ ق / ۱۸۸۶ م، ۵۵ صفحه، دراصول تعلیم زبان فارسی. ۴. ممارست فارسی، ۱۳۰۴ق. ۵. «تحقیق زبان فارسی»، که به صورت مقاله‌ای بلند در ۴ شماره از روزنامهٔ اختر در ۱۳۰۷ق / ۱۸۸۹ م به‌طور مسلسل چاپ شده است و بحثی دارد دربارهٔ تحول و تطور زبان فارسی درطول حیات خود. ۶. دبستان پارسی، استانبول، ۱۳۰۸ ق / ۱۸۹۰ م، ۱۳۵ صفحه، که تجدید تألیف و خلاصهٔ دستور سخن است. ۷. خلاصهٔ رهنمای فارسی، ۱۳۰۹ق / ۱۸۹۱م و ۱۳۱۶ق / ۱۸۹۸م، ۹۶ صفحه، که راهنمای آموزش زبان فارسی برای ترک‌زبانان در مکاتب رشدیه (دورهٔ متوسطه) بوده است. میرزاحبیب این کتاب را در همان سال، به خواهش زاهد پاشا، وزیر معارف عثمانی تألیف کرد. ۸. رهنمای فارسی، ۱۳۰۹ق، و ۱۳۱۲ق / ۱۸۹۴ م، ۱۲۹ صفحه. ۹. رهبر فارسی، ۱۳۱۰ ق / ۱۸۹۲ م، و ۱۳۱۴ ق / ۱۸۹۶ م، ۵۵ صفحه، برای تدریس جمله‌سازی در مدارس رشدیه.
همائی می‌گوید او نخستین کسی است که کلمه «دستور» را با عنوان کتابی دربارهٔ قواعد زبان فارسی به‌کار برده و این قواعد را از عربی جدا و آن‌ها را از دایره تقلید از صرف و نحو عربی بیرون برده است. براساس اطلاعات موجود، او نخستین کسی بوده که اجزای کلام را در زبان فارسی بررسی و طبقه‌بندی کرده است، هرچند که خود را مبتکر این طبقه‌بندی نمی‌داند. میرزاعبدالعظیم‌خان قریب از الگوی او پیروی کرده است. نیز احتمال می‌رود که وی به لحاظ آشنایی با زبان فرانسه، از تقسیم‌بندی‌های فرنگی در طبقه‌بندی دستوری گرته‌برداری کرده باشد. مهدیقلی هدایت که زبان آلمانی می‌دانسته، می‌گوید میرزاحبیب بعضی قواعد صرف آلمانی را با فارسی تطبیق داده و این کتاب را در اصل برای آموزش زبان فارسی به وارموند آلمانی در استانبول تدارک دیده است.همچنین ادعا شده است که کتاب قانون قدسی (نوشته عباسقلی آقا باکیخانوف مشهور و متخلص به قدسی*، تفلیس ۱۲۴۷/۱۸۳۱) در دستورزبان فارسی، نزدیک به چهل سال پیش از دستورسخن تألیف شده است. در باب انگیزه میرزاحبیب در تألیف دستور فارسی، توجیه‌ها متفاوت است مسلّمآ میرزاحبیب که به تدریس زبان فارسی اشتغال داشته، نیاز به تدوین کتابی منظم در زمینه دستور را احساس کرده است، آشنایی وی با زبان‌های خارجی و ذهن نوآور و تازه‌جویش نیز در این راه یاور او بوده است. در هر حال چه پیش‌گامی میرزاحبیب در تدوین نخستین دستورزبان فارسی اثبات شود چه نشود، سهم او در تکوین این بحث و حق تقدم او قابل انکار نیست. در ضمن دبستان فارسی و دو کتاب دستوری دیگر او، ساده‌تر و مختصرتر از دستورسخن و برای کاربردهای متفاوت، از جمله آموزش دستور به شاگردان مدارس، تدوین شده‌اند. جلال الدین همایی در مقاله‌ای در شماره‌های ۱، ۲، ۳ نشریهٔ فرهنگستان ایران (فرهنگستان اول) که بعدها در مقدمهٔ لغتنامهٔ دهخدا جای گرفت، میرزا حبیب اصفهانی را کسی دانسته که سنگ بنای طرز قواعد و دستور زبان فارسی را بنا نهاد. به این اعتبار، می‌توان او را پدر دستور زبان فارسی شمرد.
میرزاحبیب در زمینهٔ خوشنویسی و تذکرهٔ احوال خوشنویسان هم یک اثر به نام خط و خطاطان دارد که در ۱۳۰۵ق / ۱۸۸۷م، به زبان ترکی در استانبول و در مطبعهٔ ابوالضیاء بامقدمهٔ خود وی به چاپ رسید. این اثر تاریخ خطوط اسلامی، به‌ویژه نستعلیق، و تذکرهٔ احوال خوشنویسان اسلامی، ایرانی و عثمانی را دربر می‌گیرد. او در تألیف خط و خطاطان، متکی بر۴ اثر مناقب هنروران (نوشتهٔ مصطفی دفتری، معروف به علی افندی در ۹۹۵ق)، گلزار صواب (نفس‌زاده، نیمهٔ اول سدهٔ ۱۱ق)، تحفة الخطاطین، و سلسلة الخطاطین (هردو نوشتهٔ مستقیم‌زاده در آغاز سدهٔ ۱۲ ق / ۱۸ م) بوده است.دربارهٔ ارزش این اثر، خان‌ملک آورده است: که وی «یکصد سال تاریخ و سیرهٔ خوشنویسان را برتألیفات سابقین اضافه کرده، نواقص آن‌ها را تکمیل نموده و نظریات جدیدی ضمیمهٔ آن‌ها کرده است و [او] به همین دلخوش بوده که هنرمندان و خوشنویسان ایران را بدین‌وسیله از زوایای خاموشی و فراموش‌شدگی بیرون بکشد». این کتاب از منابع مهم کلمان هوار درتدوین کتاب خوشنویسان و مینیاتوریست‌های شرق مسلمان بود.این اثر دو ترجمهٔ فارسی دارد: یکی ترجمهٔ بخش نستعلیق‌نویسان توسط جلال‌الدین محدث ارموی که ظاهراً تاکنون به چاپ نرسیده است و دیگری ترجمهٔ تمامی کتاب توسط رحیم چاوش اکبری که در ۱۳۶۸ش در تهران به چاپ رسید.
از دیگر آثار میرزا حبیب می‌توان به فهرست کتاب‌های موجود در کتابخانهٔ اندرون مسجد ایاصوفیا، چاپ استانبول، ۱۸۸۷ م اشاره کرد.این اثر حاوی سیاهه‌ای از موجودی کتاب‌های فارسی، عربی و ترکی کتابخانهٔ ایاصوفیه (نزدیک به ۸۰۰‘۴ نسخه) است. باتدوین این اثر، میرزاحبیب در شمار پیشگامان فهرست‌نگاری نوین ایرانیان قرارگرفته، و سابقهٔ فهرست‌نگاری در ایران را به چند دهه پیش از میرزاعلی ثقةالاسلام تبریزی (مق ۱۳۳۰ق) (ه م)، که نخستین فهرست‌نگار ایرانی به‌شمار آمده، به عقب برده است.

### ج. تصحیح متون
میرزا حبیب در این حوزه دارای دو اثر است: دیوان اطعمهٔ ابواسحاق حلاج شیرازی (بسحاق اطعمه)، و دیوان البسه از محمود نظام قاری. انگیزهٔ میرزاحبیب در انتشار این دو اثر را «عشق مفرط [وی] به انتشار زبان فارسی» دانسته است. میرزا حبیب (نک: مقدمه بر دیوان البسه، ۴–۵، نیز مقدمه بر دیوان اطعمه، ۵) انگیزهٔ خود را در این باره تعلیم و تفهیم لغات و اصطلاحات و ابقای اسامی و تعبیرات اطعمه و البسه گفته است و اینکه چاپهای موجود این آثار، «به‌سبب نقصان نسخه و کثرت غلط‌های آن قابل انتفاع نبود»، بدین سبب به «تصحیح» آنها اقدام‌کرد. این سخن میرزاحبیب در مقدمهٔ دیوان اطعمه (همان‌جا)، نشان از نگاه علمی او به تصحیح متون دارد. او به دو نسخهٔ ناقص اشاره دارد که با تلفیق آنها «نسخهٔ قریب به کامل حاصل» کرده و سپس با «تصحیح» خودش، نسخهٔ واحدی را «به حَیّز طبع» درآورده است. دیوان اطعمه و دیوان البسه، هر دو در استانبول، در مطبعهٔ ابوالضیاء و به ترتیب در سالهای ۱۳۰۲ ق / ۱۸۸۵ م، و ۱۳۰۳ ق به چاپ رسیده است. آگهی چاپ و فروش این دو اثر بلافاصله پس از انتشار در روزنامهٔ اختر درج‌گردید.

### د. ترجمه‌ها
ازجملهٔ ترجمه‌های میرزا حبیب می‌توان به این آثار اشاره کرد:
تأثیر چشمگیر میرزا حبیب در تحول نثر جدید فارسی، به ویژه با ترجمهٔ سه اثر نمایان است: حاجی بابای اصفهانی، سرگذشت ژیل بلاس (نوشته آلن رنه لوساژ) و گزارش مردم‌گریز (ترجمه منظوم از اثر مولیر). ترجمه هر سه اثر به گونه‌های مختلف دیدگاه انتقادی از وضع اجتماعی و سیاسی موجود را در میان خوانندگان ایجاد می‌کرد و طبعاً حکومت مستبد قاجار و نیز حکومت خودکامه عثمانی، که در آن زمان تحرکات اجتماعی تازه را زیر فشار قرار داده بود، با ترویج این نوع ادبیات حاوی دیدگاه‌های انتقادی موافق نبودند. انتساب میرزا حبیب به جنبش‌های دگراندیشانه درون جامعه عثمانی می‌توانست پیامدهای پیش‌بینی نشده‌ای برای وی داشته باشد، شاید به همین علت باشد که نامش روی شماری از آثارش ذکر نشده است.
از مقایسه این سه ترجمه، پیشگامی میرزا حبیب در ترجمه معاصر فارسی و دستاورد او در این کار پیداست: اتخاذ روشی سنجیده و آمیخته با ذوق هنری در ترجمه‌هایی که گاه کاملاً دقیق و لفظ به لفظ، و گاه آزاد، که نشانه چیره‌دستی او در نثر فارسی و وقوف زیرکانه به اوضاع و احوال اجتماعی و سیاسی زمان است. تسلط میرزا حبیب به چند زبان و به اصطلاحات، تعبیرها، حکایت‌ها، مَثَل‌ها و ظرایف زبانی و لحنی، قدرت طنز و هزل، طبع توانای شاعری و قدرت قافیه‌سازی و سجع‌سازی و استفاده هنرمندانه از وزن کلام و آهنگ واژه‌ها، جایگاه وی را در ترجمه فارسی در مرتبه کم‌مانندی قرار داده است.
۱. سرگذشت حاجی بابای اصفهانی (ه م) نوشتهٔ جیمز موریه.
۲. ترجمهٔ منظوم نمایشنامهٔ میزانتروپ اثر مولیر، تحت عنوان گزارش مردم‌گریز، که در استانبول (۱۲۸۶ق / ۱۸۶۹م) چاپ‌شد. این اثر نخستین ترجمهٔ یک متن نمایشی غربی به فارسی است. میرزا حبیب ۳ سال پس از ورود به استانبول، آن را از زبان فرانسه برگردانده است. بدین سبب، گمان می‌رود او از ملکم خان که آن موقع در استانبول بود کمک گرفته یا از ترجمهٔ ترکی این نمایشنامه نیز بهره برده است. میرزا حبیب این اثر را مجالی مناسب یافته است تا برای انتقال پیام و روح اثر مولیر، از توانایی‌های خود در استفاده از تلمیحات ادبی طنز، هزل، فرهنگ عامه، بازی‌های زبانی و شگردهای قلمی به نحو شایسته استفاده کند.مردم‌گریز ظاهراً نخستین نمایشنامه‌ای است که در ۱۲۸۶ از زبانی بیگانه به فارسی ترجمه شدهو «نخستین تجربه در زمینه انتقال یک نمایشنامه فرنگی به زبان فارسی» بوده استمردم‌گریز را حلقه واسطی میان نمایش‌های روحوضی سنّتی و کمدی‌های جدید می‌توان شمرد، اثری که مضمون آن مورد علاقه میرزاحبیب و عرصه اِعمال توانایی‌های او در استفاده از طنز، هزل، فرهنگ عامه، بازی‌های زبانی و شگردهای قلمی بوده است.
۳. غرائب عوائد ملل، که اصل این اثر به زبان فرانسه بود.رفاعه بیک مصری آن را به عربی برگرداند و میرزا حبیب آن را از عربی به فارسی ترجمه کرد و در استانبول، در ۱۳۰۳ ق / ۱۸۸۵ م، به چاپ رساند. این اثر در باب «عادات، رسوم و اخلاق» ملل اروپایی است که میرزا حبیب با قصد آشنا ساختن خوانندگان پارسی‌زبان با فرهنگ اروپایی به ترجمهٔ آن پرداخت. تمامی این ترجمه در بسیاری از شماره‌های نشریهٔ اختر به تناوب درج گردید. یک قسمت آن تحت عنوان «در بازی تماشا و تماشاخانه» که در دو شمارهٔ متوالی اختر به چاپ رسید، از نخستین آثاری است که ایرانیان را با نمایش نوین غربی آشنا ساخته است؛
۴. سرگذشت ژیل بلاس دوسانتیان اثر آلن رونه لوساژ، که مترجم در آن پایبندی چندانی به متن اصلی نشان نداده، ولی با زبانی روان و سلیس تغییراتی در تعابیر داده، و حتی اسم‌های فارسی را جانشین اسم‌های اروپایی کرده است. این اثر در زمان میرزا حبیب به چاپ نرسید. محمد خان کفری کرمانشاهی ترجمه‌ای از ژیل بلاس به چاپ رسانده است. بنا بر تحقیق مینوی که ترجمهٔ میرزا حبیب به کتابت آقاخان کرمانی را دراختیار داشته، ترجمهٔ کرمانشاهی را از آن میرزا حبیب دانسته است. نسخه‌ای از این ترجمه در کرمان و بازمانده از کتابخانهٔ آقاخان موجود است. وجود برخی تعبیرات کرمانی در این ترجمه، باستانی پاریزی را به این باور رسانده است که آقاخان نه تنها کاتب این اثر بوده است، که در ترجمهٔ آن هم نقش‌داشته است.

### ه. منتخبات
میرزا حبیب منتخبی از برخی متون نظم و نثر فارسی تهیه کرده است که ازجملهٔ آنها ست: منتخبات گلستان سعدی، استانبول، ۱۳۰۹ ق / ۱۸۹۱ م، و مجموعهٔ دلگشای زیبا (خطی)، که منتخباتی از سروده‌های ۲۰ شاعر است. بسیاری از محققان کتاب منتخب اللطائف عبید زاکانی را که با مقدمهٔ هانری فرته در استانبول (در ۱۳۰۳ق) به چاپ رسیده است، از میرزا حبیب دانسته‌اند. در انتساب این اثر به وی تردید وجود دارد، زیرا فرته در مقدمهٔ خودنه‌تنها نامی از میرزا حبیب نبرده، بلکه تصریح‌می‌کند که مطالب منتخب اللطائف را خود وی «گزینش و اتخاذ» کرده است، هرچند که طبع هجوپسند میرزا حبیب اقتضا می‌نمود که عنایت ویژه‌ای به عبید زاکانی داشته باشد؛ چنان‌که پیرزاده در ملاقات خود با میرزاحبیب، از جمع‌آوری و چاپ «کتاب عبید زاکانی» توسط وی سخن گفته است و میرزا حبیب هم چند سال پس از این ملاقات، یعنی در ۱۳۰۷ ق، به کتابت دیوان عبید زاکانی اقدام کرد. با وجود این، دلیل قانع‌کننده‌ای در دست نیست که منتخب اشعار عبید زاکانی از میرزا حبیب باشد.

## خانواده
میرزا حبیب دو بار در عثمانی ازدواج کرد. حاصل ازدواج اول او پسری به نام کمال بود که در مدرسهٔ سلطانی به تحصیل نظام اشتغال داشت. او پس از جدایی از همسرش، با خانمی از طایفهٔ چرکس ازدواج کرد که نتیجهٔ آن، دو پسر به نام‌های جمال و جلال بود احتمالاً میان میرزا حبیب و معین‌الملک، که او نیز دارای همسری از چرکس بود، پیوند خویشی برقرار بوده است.
همسر اول وی خانم فاطمه الزهرا که قبل از مرگ میرزا حبیب فوت کرده است و همسر دوم خانم اقبال (İkbal Hanım) است و فرزندان او سه پسر به نام‌های محمد کمال (Mehmed Kemal Bey پسر بزرگ از همسر اول)، محمد جمال (Mehmed Cemal Bey که زمان مرگ پدر ۱۴ سال داشت) و احمد جلال (Ahmed Celal Bey که در زمان مرگ پدر ۹ سال داشت)

## مرگ
میرزا حبیب پیش از آنکه به ۶۰ سالگی برسد، دچار فربهی، رماتیسم و احتمالاً اختلال حواس شده‌بود. او را برای معالجهٔ رماتیسم در ۱۳۱۰ ق، جهت استفاده از آب‌های معدنی شهر بورسه در پای کوه «الوداغ» بردند. معالجات مؤثر واقع نشد و در اوایل ذیقعدهٔ همان سال درگذشت و در گورستان پینارباشی واقع در محلهٔ «چکرگه» در بورسه به خاک سپرده شد.

## بزرگداشت و جوایز

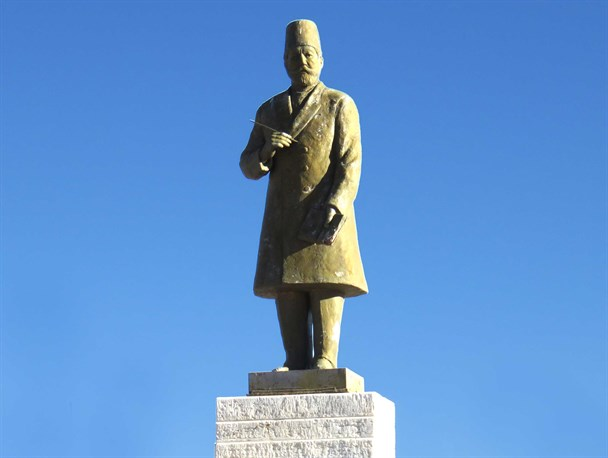
تندیس میرزا حبیب اصفهانی در ورودی شهر بن از توابع استان چهارمحال و بختیاری (محل تولد او) که در سال ۱۳۷۹ نصب شد.

حبیب افندی که زبان عربی و فرانسوی می‌دانست با گویش‌های مختلف ترکی به ویژه جغتایی نیز آشنا بود. به او مدال آکادمی، عضویت در انجمن آسیایی پاریس و خبرنگار افتخاری از سوی دولت فرانسه اعطا شد. ارتباط میرزا حبیب با سفارت ایران تا آنجا بالا گرفت که در ۱۳۰۴ ق / ۱۸۸۷ م، به دریافت نشان درجه چهارم شیروخورشید از طرف دولت ایران نائل‌ شد.
همایشی با عنوان بزرگداشت «میرزا حبیب دستان‌اصفهانی» در مرداد ۱۳۷۹ در شهرکرد برگزار شد. ایرج افشار در یادداشتی در همان زمان به تغییر نام میرزا حبیب و به نقض اصول در تغییر دادن بی‌مورد نام مشاهیری چون میرزا حبیب اصفهانی اعتراض کرد و از اطلاعات و مسموعات محلی دربارهٔ میرزاحبیب خبر داد که برای نخستین بار در این همایش بیان شد. همچنین از نسخه‌ای خطی به نام مفتاح‌الفلاح در ایران خبر داد که ظاهرآ مورخ ۱۲۷۸ و به خط خود میرزاحبیب است. تندیسی از میرزاحبیب نیز در میدان ورودی شهر بن قرار داده و شرح کوتاهی هم در احوال او پای تندیس نصب کرده‌اند.

## مهم‌ترین منابع در مورد زندگی میرزا حبیب

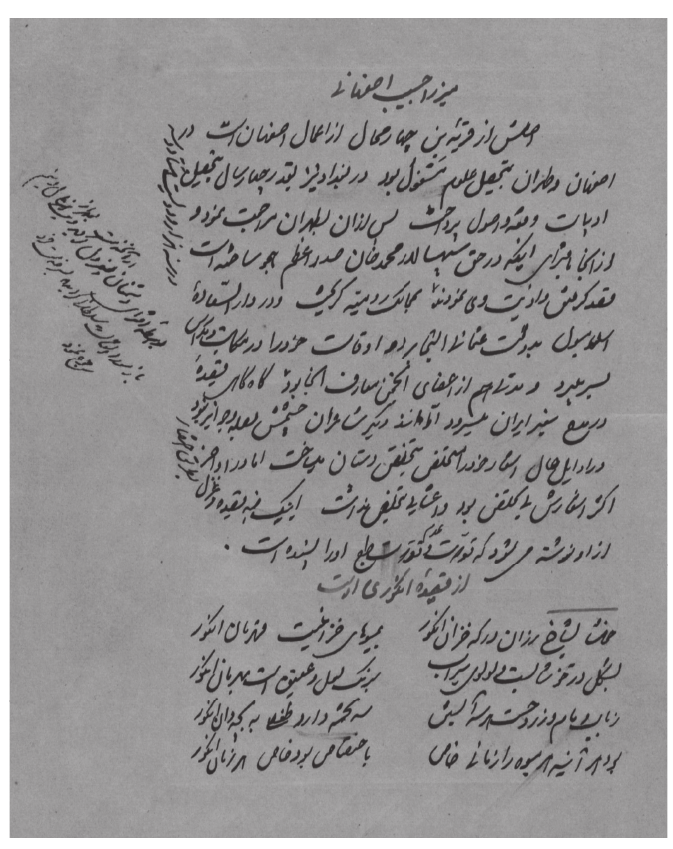
زندگی‌نامه میرزا حبیب اصفهانی به خط خودش. منبع: (کتابخانه آثار کمیاب دانشگاه استانبول، F 712/42)

مهم‌ترین منابعی که دربارهٔ سوانح زندگی میرزا حبیب سخن گفته‌اند، عبارت‌اند از: نوشته‌های سید احمد خان ملکِ ساسانی و حاجی محمدعلی پیرزاده که هر دو در استانبول با وی ملاقات داشته‌اند، روزنامهٔ اختر که حبیب اصفهانی در طول ۱۸ سال با آن همکاری داشته است، و مطالبی که یکی از معاصران میرزا حبیب یعنی کمال اینال (۱۸۷۰–۱۹۵۷ م) در کتاب شاعران معاصر ترک، براساس یادداشت‌های خودِ میرزا حبیب و نیز گفته‌های پسر او، کمال‌بیک نوشته است. سه منبع نخست، پایه و مایهٔ بیشتر مراجعی است که به زندگی و آثار میرزا حبیب پرداخته‌اند.